# Harrison Dillard
Harrison Dillard, född 8 juli 1923 i Cleveland i Ohio, död 15 november 2019 i Cleveland, var en amerikansk friidrottare.
Dillard blev olympisk mästare på 100 meter vid olympiska sommarspelen 1948 i London och på 110 meter häck vid olympiska sommarspelen 1952 i Helsingfors.